# Ann Mercken
Ann Mercken, född 6 maj 1974, är en friidrottare från Belgien. Hon deltog vid olympiska sommarspelen 1996.